# Konströrelse
En konströrelse är en tendens eller stil inom konsten med ett specifikt gemensamt mål eller filosofi och sammanhängande uttryckssätt, utövat av en grupp konstnärer under en avgränsad tidsperiod. Termen refererar till tendenser inom bildkonst, litteratur, arkitektur. Inom musik, dans och teater talas det vanligtvis om genre och stil. I ett bredare perspektiv, där exempelvis både konst och musik inkluderas, kan man tala om en kulturrörelse.
Konströrelser var en viktig del av den moderna konstens framväxt, där varje rörelse ansågs tillhöra det nya avant-gardet. I samtidskonsten har konströrelserna förlorat mycket av sin funktion och ersatts av postmoderna ideal så som individualism och mångfald.
Många av konströrelserna använder suffixet -ism (exempelvis kubism och futurism), och benämns ofta därför som ismer.
Med konströrelse kan även menas konststil inom exempelvis måleri.

## Bildkonströrelser
- Aktionism
- Art sacré
- Art deco
- Artmoney
- Art noveau
- Dadaism
- Exotism
- Expressionism
- Fauvism
- Fluxus
- Futurism
- Imaginism
- Impressionism
- Jugend
- Konkretism
- Konstruktivism
- Kubism
- Orfism
- Popkonst
- Pointilism
- Primitivism
- Realism
- Socialrealism
- Stuckism
- Surrealism
- Symbolism
- Synkronism
- Wienskolan

## Litterära rörelser
- Absurdism
- Imagism
- Socialrealism
- Surrealism
- Symbolism

## Teaterrörelser
- Absurdism
- Aktionism
- Dadaism
- Socialrealism